# Opium (film, 1919)
Ne doit pas être confondu avec Opium (film, 2013).
Pour les articles homonymes, voir Opium et Opium (homonymie).
Pour plus de détails, voir Fiche technique et Distribution.
Opium est un film  muet allemand réalisé par Robert Reinert et sorti en 1919. 
Le film met en vedette Eduard von Winterstein, Sybill Morel et Werner Krauss.

## Fiche technique
- Réalisation : Robert Reinert

## Distribution
- Eduard von Winterstein  : Professor Gesellius
- Sybill Morel  : Sin / Magdalena
- Werner Krauss  : Nung-Tschang
- Friedrich Kühne  : Richard Armstrong, le père
- Hanna Ralph  : Maria Geselius
- Conrad Veidt  : Dr. Richard Armstrong Jr.
- Alexander Delbosq
- Sigrid Hohenfels  : la femme du maharaja
- Loni Nest  : l'enfant